# Karlsruher Sport-Club Mühlburg-Phönix 1975-1976
Questa voce raccoglie le informazioni riguardanti il Karlsruher Sport-Club Mühlburg-Phönix nelle competizioni ufficiali della stagione 1975-1976.

## Stagione
Nella stagione 1975-1976 il Karlsruhe, allenato da Carl-Heinz Rühl, concluse il campionato di Bundesliga al 15º posto. In Coppa di Germania il Karlsruhe fu eliminato al secondo turno dal Duisburg.

## Rosa
| N. |                     | Ruolo | Calciatore         |
| -- | ------------------- | ----- | ------------------ |
|    | Germania (bandiera) | P     | Siegfried Kessler  |
|    | Germania (bandiera) | P     | Rudi Wimmer        |
|    | Germania (bandiera) | D     | Günther Fuchs      |
|    | Germania (bandiera) | D     | Jürgen Kalb        |
|    | Germania (bandiera) | D     | Gerd Komorowski    |
|    | Germania (bandiera) | D     | Kurt Niedermayer   |
|    | Germania (bandiera) | D     | Jürgen Radau       |
|    | Germania (bandiera) | D     | Ewald Schäffner    |
|    | Germania (bandiera) | D     | Karl-Heinz Struth  |
|    | Germania (bandiera) | D     | Rainer Ulrich      |
|    | Germania (bandiera) | C     | Hermann Bredenfeld |

| N. |                      | Ruolo | Calciatore       |
| -- | -------------------- | ----- | ---------------- |
|    | Danimarca (bandiera) | C     | Ove Flindt-Bjerg |
|    | Germania (bandiera)  | C     | Peter Gutzeit    |
|    | Germania (bandiera)  | C     | Martin Kübler    |
|    | Germania (bandiera)  | C     | Winfried Schäfer |
|    | Germania (bandiera)  | C     | Wilfried Trenkel |
|    | Germania (bandiera)  | A     | Karl Berger      |
|    | Germania (bandiera)  | A     | Gustav Jung      |
|    | Germania (bandiera)  | A     | Ewald Kling      |
|    | Germania (bandiera)  | A     | Raimund Krauth   |
|    | Germania (bandiera)  | A     | Roland Vogel     |

## Organigramma societario
Area tecnica
- Allenatore: Carl-Heinz Rühl
- Allenatore in seconda:
- Preparatore dei portieri:
- Preparatori atletici:

## Calciomercato

### Sessione estiva
| Acquisti | Acquisti           | Acquisti              | Acquisti |
| R.       | Nome               | da                    | Modalità |
| -------- | ------------------ | --------------------- | -------- |
| C        | Hermann Bredenfeld | St. Pauli             |          |
| A        | Gustav Jung        | Wuppertal             |          |
| D        | Jürgen Kalb        | Eintracht Francoforte |          |
| A        | Raimund Krauth     | Pirmasens             |          |
| C        | Winfried Schäfer   | Kickers Offenbach     |          |

| Cessioni | Cessioni       | Cessioni    | Cessioni |
| R.       | Nome           | a           | Modalità |
| -------- | -------------- | ----------- | -------- |
| C        | Hans Haunstein | Monaco 1860 |          |

### Sessione invernale
| Acquisti | Acquisti          | Acquisti         | Acquisti |
| R.       | Nome              | da               | Modalità |
| -------- | ----------------- | ---------------- | -------- |
| C        | Ove Flindt-Bjerg  | Wacker Innsbruck |          |
| D        | Karl-Heinz Struth | Fortuna Colonia  |          |

| Cessioni | Cessioni       | Cessioni          | Cessioni |
| R.       | Nome           | a                 | Modalità |
| -------- | -------------- | ----------------- | -------- |
| A        | Bernd Hoffmann | Kickers Stoccarda |          |

## Risultati

### Bundesliga

#### Girone di andata
| Arbitro: | Weyland |

|  |           |                   |
|  | Marcatori | 70’, 85’ Hoffmann |

| Arbitro: | Linn |

|             |           |                               |
| Trenkel 53’ | Marcatori | 37’ Dürnberger 57’ Rummenigge |

| Arbitro: | Engel |

|              |           |            |
| Kostedde 58’ | Marcatori | 72’ Kübler |

| Arbitro: | Kindervater |

|  |           |                     |
|  | Marcatori | 11’ Frank 80’ Grzyb |

| Arbitro: | Schröder |

|                                 |           |         |
| Kübler 59’ Krauth 66’ Vogel 86’ | Marcatori | 3’ Löhr |

| Arbitro: | Hilker |

|             |           |  |
| Røntved 73’ | Marcatori |  |

| Arbitro: | Ohmsen |

|                    |           |  |
| Gutzeit 63’ (rig.) | Marcatori |  |

| Arbitro: | Jensen |

|  |           |                        |
|  | Marcatori | 18’ Krauth 71’ Trenkel |

| Arbitro: | Quindeau |

|                               |           |                  |
| Kremers 55’ (aut.) Krauth 68’ | Marcatori | 10’, 15’ Fischer |

| Offenbach am Main 4 ottobre 1975, ore 15:30 CET 10ª giornata | Kickers Offenbach | 0 – 0 referto | Karlsruhe | Stadion am Bieberer Berg (14 000 spett.)\| Arbitro: \| Wichmann \| |
| Arbitro:                                                     | Wichmann          |               |           |                                                                    |

| Arbitro: | Redelfs |

|                    |           |                                               |
| Fuchs 20’ Jung 47’ | Marcatori | 25’, 69’ Heynckes 27’ (aut.) Fuchs 81’ Wimmer |

| Arbitro: | Hennig |

|                       |           |  |
| Holz 6’ Stegmayer 39’ | Marcatori |  |

| Arbitro: | Kindervater |

|                                 |           |                                                           |
| Schäfer 56’, 80’ Bredenfeld 68’ | Marcatori | 1’ Toppmöller 35’ Riedl 60’ (aut.) Kalb 73’, 82’ Sandberg |

| Arbitro: | Fork |

|                                   |           |  |
| Volkert 66’ Reimann 74’ Bertl 76’ | Marcatori |  |

| Arbitro: | Jensen |

|                 |           |                          |
| Berger 83’, 85’ | Marcatori | 63’ Bücker 80’ Schneider |

| Arbitro: | Picker |

|              |           |  |
| Hrubesch 70’ | Marcatori |  |

| Arbitro: | Linn |

|                        |           |                   |
| Schäfer 46’ Berger 50’ | Marcatori | 20’, 84’ Eggeling |

#### Girone di ritorno
| Arbitro: | Waltert |

|            |           |  |
| Struth 69’ | Marcatori |  |

| Arbitro: | Ahlenfelder |

|                     |           |  |
| Hoeneß 20’ Roth 55’ | Marcatori |  |

| Arbitro: | Hennig |

|                                   |           |  |
| Flindt-Bjerg 18’, 90’ Schäfer 66’ | Marcatori |  |

| Arbitro: | Kindervater |

|                         |           |  |
| Gersdorff 37’ Frank 88’ | Marcatori |  |

| Arbitro: | Redelfs |

|            |           |                                  |
| Müller 42’ | Marcatori | 65’, 73’ Flindt-Bjerg 77’ Kübler |

| Arbitro: | Engel |

|                                    |           |  |
| Struth 58’ Flindt-Bjerg 70’ (rig.) | Marcatori |  |

| Arbitro: | Roth |

|             |           |            |
| Mostert 10’ | Marcatori | 43’ Struth |

| Arbitro: | Linn |

|            |           |  |
| Trenkel 4’ | Marcatori |  |

| Arbitro: | Antz |

|                                                      |           |                    |
| Fischer 18’, 26’, 37’, 79’ Abramczik 61’ Kremers 70’ | Marcatori | 39’, 81’ Schäffner |

| Arbitro: | Horstmann |

|                                    |           |          |
| Bredenfeld 61’ Ritschel 66’ (aut.) | Marcatori | 74’ Berg |

| Arbitro: | Zuchantke |

|                                                      |           |  |
| Wittkamp 40’ Bonhof 58’ Simonsen 62’ Klinkhammer 74’ | Marcatori |  |

| Arbitro: | Fork |

|                                       |           |                           |
| Bredenfeld 13’ Kübler 44’ Trenkel 73’ | Marcatori | 54’ Damjanoff 79’ Lüttges |

| Arbitro: | Ahlenfelder |

|                                       |           |            |
| Sandberg 30’ Kroth 35’ Toppmöller 51’ | Marcatori | 4’ Schäfer |

| Arbitro: | Wichmann |

|                                |           |                       |
| Komorowski 16’ Kübler 67’, 75’ | Marcatori | 8’ Reimann 42’ Zaczyk |

| Arbitro: | Lutz |

|            |           |  |
| Bücker 75’ | Marcatori |  |

| Arbitro: | Antz |

|            |           |                             |
| Krauth 41’ | Marcatori | 39’ Lippens 76’ Burgsmüller |

| Arbitro: | Roth |

|                                                 |           |                                   |
| Kaczor 4’ Eggeling 26’ Eggert 51’ Pochstein 81’ | Marcatori | 61’ Niedermayer 84’ (rig.) Struth |

### Coppa di Germania
| Arbitro: | Antz |

|                                               |           |                      |
| Kalb 27’ (rig.), 52’ Hoffmann 55’ Schäfer 63’ | Marcatori | 22’ Breuer 81’ Sterz |

| Arbitro: | Lutz |

|                                |           |  |
| Worm 22’, 65’, 89’ Bregman 72’ | Marcatori |  |

## Statistiche

### Statistiche di squadra
| Competizione      | Punti | In casa | In casa | In casa | In casa | In casa | In casa | In trasferta | In trasferta | In trasferta | In trasferta | In trasferta | In trasferta | Totale | Totale | Totale | Totale | Totale | Totale | DR  |
| Competizione      | Punti | G       | V       | N       | P       | Gf      | Gs      | G            | V            | N            | P            | Gf           | Gs           | G      | V      | N      | P      | Gf     | Gs     | DR  |
| ----------------- | ----- | ------- | ------- | ------- | ------- | ------- | ------- | ------------ | ------------ | ------------ | ------------ | ------------ | ------------ | ------ | ------ | ------ | ------ | ------ | ------ | --- |
| Bundesliga        | 30    | 17      | 9       | 3       | 5       | 32      | 27      | 17           | 3            | 3            | 11           | 14           | 32           | 34     | 12     | 6      | 16     | 46     | 59     | -13 |
| Coppa di Germania | -     | 1       | 1       | 0       | 0       | 4       | 2       | 1            | 0            | 0            | 1            | 0            | 4            | 2      | 1      | 0      | 1      | 4      | 6      | -2  |
| Totale            | 30    | 18      | 10      | 3       | 5       | 36      | 29      | 18           | 3            | 3            | 12           | 14           | 36           | 36     | 13     | 6      | 17     | 50     | 65     | -15 |

### Andamento in campionato
| Giornata  | 1 | 2 | 3 | 4  | 5 | 6  | 7  | 8 | 9 | 10 | 11 | 12 | 13 | 14 | 15 | 16 | 17 | 18 | 19 | 20 | 21 | 22 | 23 | 24 | 25 | 26 | 27 | 28 | 29 | 30 | 31 | 32 | 33 | 34 |
| --------- | - | - | - | -- | - | -- | -- | - | - | -- | -- | -- | -- | -- | -- | -- | -- | -- | -- | -- | -- | -- | -- | -- | -- | -- | -- | -- | -- | -- | -- | -- | -- | -- |
| Luogo     | T | C | T | C  | C | T  | C  | T | C | T  | C  | T  | C  | T  | C  | T  | C  | C  | T  | C  | T  | T  | C  | T  | C  | T  | C  | T  | C  | T  | C  | T  | C  | T  |
| Risultato | V | P | N | P  | V | P  | V  | V | N | N  | P  | P  | P  | P  | N  | P  | N  | V  | P  | V  | P  | V  | V  | N  | V  | P  | V  | P  | V  | P  | V  | P  | P  | P  |
| Posizione | 3 | 9 | 8 | 12 | 8 | 11 | 11 | 5 | 6 | 6  | 8  | 11 | 14 | 17 | 15 | 17 | 16 | 14 | 15 | 13 | 14 | 13 | 12 | 11 | 11 | 13 | 11 | 12 | 11 | 12 | 11 | 12 | 14 | 15 |

Legenda:

Luogo: C = Casa; T = Trasferta. Risultato: V = Vittoria; N = Pareggio; P = Sconfitta.

### Statistiche dei giocatori
| Giocatore       | Bundesliga | Bundesliga | Bundesliga  | Bundesliga | Coppa di Germania | Coppa di Germania | Coppa di Germania | Coppa di Germania | Totale   | Totale | Totale      | Totale     |
| Giocatore       | Presenze   | Reti       | Ammonizioni | Espulsioni | Presenze          | Reti              | Ammonizioni       | Espulsioni        | Presenze | Reti   | Ammonizioni | Espulsioni |
| --------------- | ---------- | ---------- | ----------- | ---------- | ----------------- | ----------------- | ----------------- | ----------------- | -------- | ------ | ----------- | ---------- |
| K. Berger       | 30         | 3          | 2           | 0          | 2                 | 0                 | 0                 | 0                 | 32       | 3      | 2           | 0          |
| H. Bredenfeld   | 23         | 3          | 2           | 0          | 0                 | 0                 | 0                 | 0                 | 23       | 3      | 2           | 0          |
| O. Flindt-Bjerg | 14         | 5          | 0           | 0          | 0                 | 0                 | 0                 | 0                 | 14       | 5      | 0           | 0          |
| G. Fuchs        | 16         | 1          | 4           | 0          | 2                 | 0                 | 0                 | 0                 | 18       | 1      | 4           | 0          |
| P. Gutzeit      | 7          | 1          | 0           | 0          | 0                 | 0                 | 0                 | 0                 | 7        | 1      | 0           | 0          |
| B. Hoffmann     | 13         | 2          | 0           | 0          | 2                 | 1                 | 0                 | 0                 | 15       | 3      | 0           | 0          |
| G. Jung         | 10         | 1          | 0           | 0          | 2                 | 0                 | 0                 | 0                 | 12       | 1      | 0           | 0          |
| J. Kalb         | 34         | 0          | 1           | 0          | 2                 | 2                 | 0                 | 0                 | 36       | 2      | 1           | 0          |
| S. Kessler      | 12         | 0          | 0           | 0          | 2                 | 0                 | 0                 | 0                 | 14       | 0      | 0           | 0          |
| E. Kling        | 0          | 0          | 0           | 0          | 0                 | 0                 | 0                 | 0                 | 0        | 0      | 0           | 0          |
| G. Komorowski   | 17         | 1          | 1           | 0          | 2                 | 0                 | 0                 | 0                 | 19       | 1      | 1           | 0          |
| R. Krauth       | 19         | 4          | 0           | 0          | 1                 | 0                 | 0                 | 0                 | 20       | 4      | 0           | 0          |
| M. Kübler       | 28         | 6          | 2           | 0          | 2                 | 0                 | 0                 | 0                 | 30       | 6      | 2           | 0          |
| K. Niedermayer  | 3          | 1          | 0           | 0          | 0                 | 0                 | 0                 | 0                 | 3        | 1      | 0           | 0          |
| J. Radau        | 6          | 0          | 0           | 0          | 0                 | 0                 | 0                 | 0                 | 6        | 0      | 0           | 0          |
| W. Schäfer      | 34         | 5          | 4           | 1          | 2                 | 1                 | 1                 | 0                 | 36       | 6      | 5           | 1          |
| E. Schäffner    | 27         | 2          | 1           | 0          | 1                 | 0                 | 0                 | 0                 | 28       | 2      | 1           | 0          |
| K. Struth       | 16         | 4          | 0           | 0          | 0                 | 0                 | 0                 | 0                 | 16       | 4      | 0           | 0          |
| W. Trenkel      | 34         | 4          | 0           | 0          | 1                 | 0                 | 0                 | 0                 | 35       | 4      | 0           | 0          |
| R. Ulrich       | 34         | 0          | 2           | 0          | 2                 | 0                 | 0                 | 0                 | 36       | 0      | 2           | 0          |
| R. Vogel        | 18         | 1          | 0           | 0          | 2                 | 0                 | 0                 | 0                 | 20       | 1      | 0           | 0          |
| R. Wimmer       | 23         | 0          | 0           | 0          | 0                 | 0                 | 0                 | 0                 | 23       | 0      | 0           | 0          |